# Parafia Wniebowzięcia Najświętszej Maryi Panny w Miasteczku Śląskim
Parafia Wniebowzięcia Najświętszej Maryi Panny – rzymskokatolicka parafia znajdująca się w Miasteczku Śląskim. Należy do diecezji gliwickiej i dekanatu Żyglin.

## Historia
Dzięki przywilejom górniczym – Ordunek Gorny – Jana II Opolskiego z lat 1526 oraz 1528 stopniowo w okolicach Żyglina zaczęli osiedlać się górnicy. W 1530 powstały Żyglińskie Góry, w których wydobywano rudy ołowiu, srebra i żelaza. Osada otrzymała przywileje miasta 23 kwietnia 1561 roku jako Georgenberg (niem. góra Jerzego). W 1603 r. Miasteczko, bo taką nazwę zamiast niemieckiej preferowali miejscowi, liczyło około 350 mieszkańców. Pierwotnie ludność należała do parafii w Żeglinie (obecnie Parafia Narodzenia Najświętszej Maryi Panny w Miasteczku Śląskim). Budowę pierwszego drewnianego kościoła filialnego w Miasteczku Śląskim ukończono 23 października 1666. Jego konsekracji dokonał sufragan krakowski biskup Mikołaj Oborski, wizytujący dekanaty bytomski i pszczyński.
W 1849 utworzono w Miasteczku lokalię czyli samodzielną stację duszpasterską. Pierwszym administratorem był ks. Antoni Josch, zaś pierwszym proboszczem w 1858 roku ks. Benon Drzezga. Nowy murowany kościół pw. Wniebowzięcia Najświętszej Marii Panny poświęcono 5 listopada 1908 roku, zaś konsekrowano 18 września 1966. W parafii czczony jest barokowy obraz Matki Boskiej Bolesnej z końca XVII wieku (MB Siedmiobolesnej). Z inicjatywy ks. Christopha Teodora do parafii sprowadzone zostały w 1883 roku siostry służebniczki, które prowadzą przedszkole i katechizują.

## Wspólnoty i ruchy
Przy parafii działają następujące wspólnoty i ruchy religijne:
- Liturgiczna Służba Ołtarza
- Dzieci Maryi
- Ruch Światło-Życie, Domowy Kościół
- parafialny zespół Caritas[4]
- młodzież dorosła[5]
- Apostolat Cudownego Medalika[6]
- Rodzina bł. Edmunda Bojanowskiego[6]
- Apostolat Wspierania Powołań[6]
- Franciszkański Zakon Świeckich[6]
- Żywy Różaniec
- Grupa AA

## Kościoły na terenie parafii
- kościół Wniebowzięcia Najświętszej Maryi Panny – kościół parafialny
- kościół św. Jerzego i Wniebowzięcia Najświętszej Maryi Panny – filialny, dawny parafialny

## Zasięg parafii

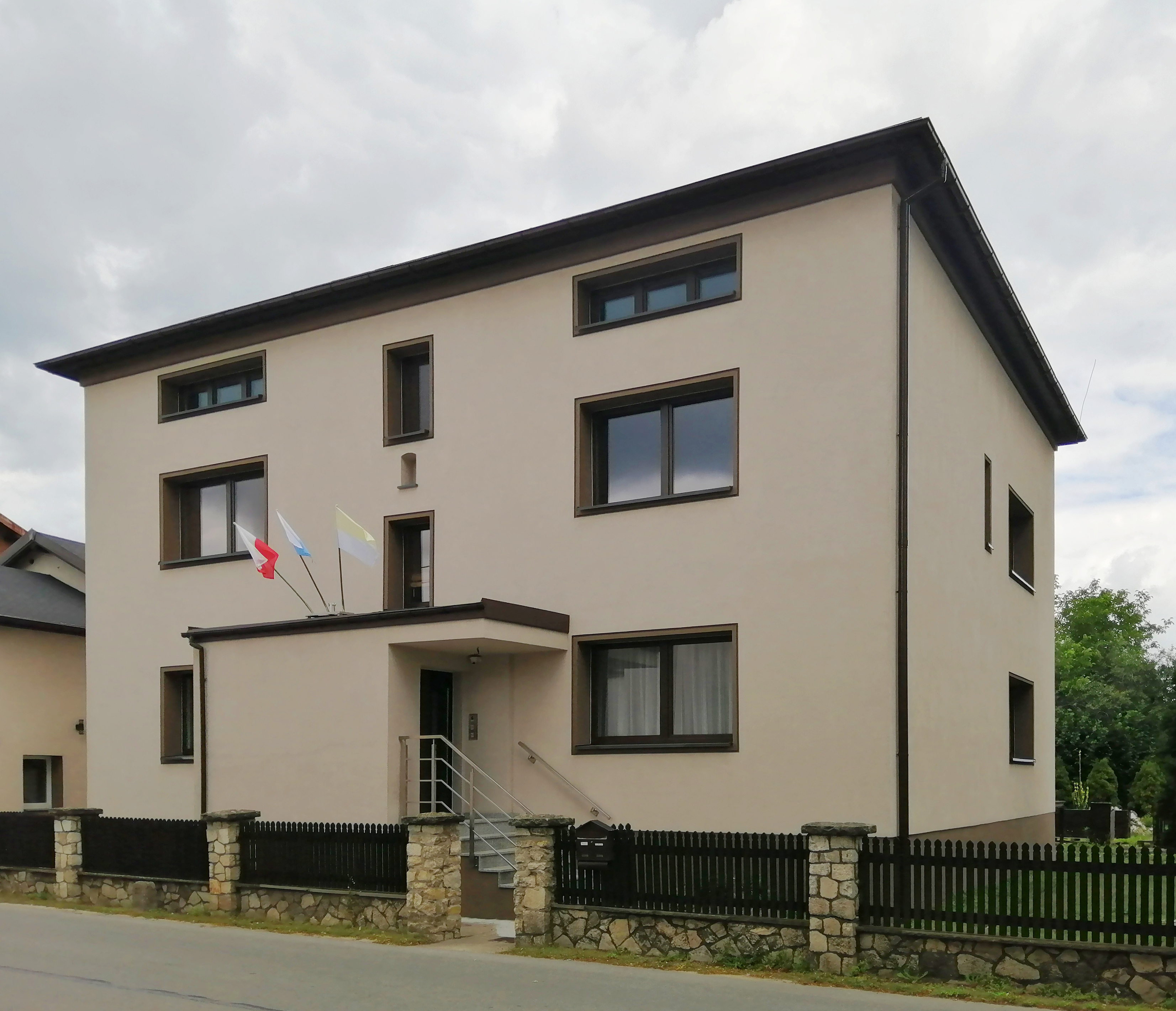
Budynek plebanii oraz kancelarii parafialnej (2021)

Do parafii należą wierni mieszkający w Miasteczku Śląskim przy ulicach: Asnyka, Astronautów, Ceramicznej, Cynkowej, Czarnieckiego, Dębinie, Michała Dudy, Dworcowej, Dworzec, Fredry, Gajowej, Gałczyńskiego, Gierzynie, Gwieździstej, Kilińskiego, Kolejowej, Konopnickiej, Kruczkowskiego, Leśnej, Matejki, Metalowej, Modrzewskiego, Norwida, Niepodległości, Orkana, Pękatego, Pindora, Piwnej, Północnej, Rubinowej, Rycerskiej, Rydla, Rynek, Słonecznej, Sportowej, Srebrnej, Staromiejskiej, Sztolniowej, Tetmajera, Woźnickiej, Wspólnej, Wybickiego i Żołnierskiej oraz przy placu Jagiełły.